# Ixeure
Ixeure – rzeka we Francji, która przepływa przez teren departamentu Nièvre, o długości 27,1 km. Stanowi prawy dopływ rzeki Loary.